# Bidborough
Bidborough – wieś w Anglii, w hrabstwie Kent, w dystrykcie Tunbridge Wells. Leży 24 km na południowy zachód od miasta Maidstone i 46 km na południowy wschód od centrum Londynu. W 2001 miejscowość liczyła 958 mieszkańców.